# Лісний (Гур'євський округ)
Лісни́й (рос. Лесной) — селище у складі Гур'євського округу Кемеровської області, Росія.

## Населення
Населення — 283 особи (2010; 299 у 2002).
Національний склад (станом на 2002 рік):
- росіяни — 88 %